# Cyrille Guimard
Cyrille Guimard (* 20. ledna 1947 Bouguenais) je bývalý francouzský cyklista, který se od roku 1976 prosazuje jako trenér a manažer. Proslul taktickým a psychologickým myšlením, pro své autoritářské metody bývá nazýván „Napoleon“.
Začínal v klubu ASPTT Nantes jako zaměstnanec místní loděnice a v roce 1967 se stal amatérským mistrem Francie v závodě s hromadným startem. Od roku 1968 závodil profesionálně. Vyhrál závod Janov–Nice 1968, Grand Prix d'Antibes 1970, Tour de Picardie a Grand Prix du Midi Libre 1972 a Bretagne Classic 1975. Na Tour de France získal sedm etapových vítězství, v roce 1971 obsadil sedmé místo konečného pořadí a v roce 1972 jel osm dní ve žlutém trikotu a stal se nejaktivnějším jezdcem ročníku. Na závodě Vuelta a España získal v roce 1971 dvě etapová vítězství, vyhrál bodovací soutěž a celkově skončil dvanáctý. Na mistrovství světa v silniční cyklistice získal v letech 1971 a 1972 bronzové medaile v závodě jednotlivců. V roce 1972 vyhrál spolu s Alainem van Lanckerem dráhovou Šestidenní v Grenoblu. V roce 1970 se stal mistrem Francie ve sprintu a v roce 1976 v cyklokrosu.
Po ukončení kariéry působil jako sportovní ředitel týmu Renault-Elf-Gitane, kde se podílel na úspěších Bernarda Hinaulta, Laurenta Fignona a dalších jezdců. Jeho svěřenci vyhráli sedmkrát Tour, třikrát Giro a dvakrát Vueltu. V letech 2017 až 2019 vedl francouzskou silničářskou reprezentaci. Stál u zrodu zájmové organizace profesionálních týmů Association internationale des groupes cyclistes professionnels. Působil také jako expert pro France Telévisions a Canal+ a neúspěšně kandidoval na post předsedy Francouzské cyklistické federace.
Je bývalým manželem zpěvačky Annie Philippe.